# English Amateur Championship 1917
L'English Amateur Championship 1917 è stato il primo ed ultimo evento amatoriale di snooker del 1917 e la 2ª edizione di questo torneo, che si è disputato dal 19 al 28 febbraio 1917, presso la Orme's Rooms di Londra, in Inghilterra.
Il torneo è stato vinto da Charles Jacques (il quale è stato scalato direttamente in finale in quanto campione in carica), che si è aggiudicato, così, il suo 2º ed ultimo English Amateur Championship, e il suo 2º ed ultimo titolo amatoriale in carriera.
| Campione in carica  | Charles Jacques | 2 - 1 (177-128) | 1917: | Vincitore |
| Finalista in carica | H Sefton        | 2 - 1 (177-128) | 1917: | Turno 1   |

## Formula
Questa è stata la 2ª edizione dell'English Amateur Championship, considerato uno dei torne i amatoriali più prestigiosi di questo sport. La competizione, che venne disputata con il nome di Amateur Snooker Championship, ha decretato il vincitore di ogni incontro in base al punteggio complessivo dell'intero match.
A differenza della precedente edizione, in questa annata l'English Amateur Championship ha adottato una nuova formula, che ha previsto l'aggiunta di un turno, il quale è stato disputato da i due vincitori delle semifinali, in una sorta di spareggio pre-finale; il vincente di questo incontro è andato, infatti, a sfidare il campione in carica Charles Jacques in finale. 

## Fase a eliminazione diretta
| Turno 1                    | Ottavi di finale           | Quarti di finale           | Semifinali                 | Turno 5                    | Finale                     |
| -------------------------- | -------------------------- | -------------------------- | -------------------------- | -------------------------- | -------------------------- |
| Durata massima di 3 frames | Durata massima di 3 frames | Durata massima di 3 frames | Durata massima di 3 frames | Durata massima di 5 frames | Durata massima di 9 frames |

### Turno 1
| Giocatore 1     | Giocatore 2 | Risultato       |
| --------------- | ----------- | --------------- |
| GWS Willins     | ARE Porter  | 2 - 1 (144-103) |
| J-Graham Symens | AL Haydon   | 3 - 0 (133-93)  |
| LA Stevens      | H Sefton    | 1 - 1 (173-121) |
| Douglas Ascot   | AE Cruset   | 2 - 0 (133-47)  |

### Ottavi di finale
| Giocatore 1     | Giocatore 2  | Risultato       |
| --------------- | ------------ | --------------- |
| F Donohue       | JG Taylor    | 1 - 2 (131-129) |
| J-Graham Symens | LA Stevens   | 2 - 1 (137-104) |
| RS Mason        | A Moreland   | 3 - 0 (155-108) |
| Harry Lukens    | VD Duval     | 3 - 0 (186-117) |
| Sidney Fry      | TR Cooke     | 3 - 0 (184-134) |
| FA Duplock      | G Fraser     | 2 - 1 (135-105) |
| Douglas Ascot   | GWS Willins  | 2 - 1 (165-123) |
| George Allison  | Harold Hardy | 2 - 0 (124-37)  |

### Quarti di finale
| Giocatore 1    | Giocatore 2     | Risultato       |
| -------------- | --------------- | --------------- |
| Harry Lukens   | Douglas Ascot   | 1 - 2 (170-114) |
| Sidney Fry     | J-Graham Symens | 2 - 1 (199-130) |
| F Donohue      | RS Mason        | 3 - 0 (178-102) |
| George Allison | FA Duplock      | 2 - 1 (151-130) |

### Semifinali
| Giocatore 1  | Giocatore 2    | Risultato      |
| ------------ | -------------- | -------------- |
| Harry Lukens | George Allison | 2 - 0 (145-43) |
| F Donohue    | Sidney Fry     | Forfait        |

### Turno 5
| Giocatore 1  | Giocatore 2 | Risultato       |
| ------------ | ----------- | --------------- |
| Harry Lukens | F Donohue   | 4 - 1 (280-211) |

### Finale
| Orme's Rooms, Londra, Inghilterra, Regno Unito, 28 febbraio 1917 Arbitro: WJ Ayres | Orme's Rooms, Londra, Inghilterra, Regno Unito, 28 febbraio 1917 Arbitro: WJ Ayres | Orme's Rooms, Londra, Inghilterra, Regno Unito, 28 febbraio 1917 Arbitro: WJ Ayres |
| Charles Jacques                                                                    | 5 - 2 (330-294)                                                                    | Harry Lukens                                                                       |
| ---------------------------------------------------------------------------------- | ---------------------------------------------------------------------------------- | ---------------------------------------------------------------------------------- |
| Sessione unica: 1-0 1-1 2-1 3-1 4-1 5-1 5-2 6-2 (6-2)                              |                                                                                    |                                                                                    |
| Charles Jacques vince l'English Amateur Championship 1917                          |                                                                                    |                                                                                    |

## Statistiche
Torneo
- 2ª edizione dell'English Amateur Championship[6]
- 3º torneo amatoriale di snooker
- 1º ed ultimo torneo amatoriale del 1917[7]

Giocatori
- 2º ed ultimo English Amateur Championship per Charles Jacques[3]
- 2º ed ultimo titolo amatoriale vinto in carriera per Charles Jacques[2]
- 2ª ed ultima finale amatoriale disputata da Charles Jacques[8]
- 1ª finale amatoriale disputata da Harry Lukens[9]

Arbitri
- 1ª finale arbitrata da WJ Ayres[10]
- 1ª finale arbitrata da WJ Ayres nell'English Amateur Championship

Nazioni
- 2º torneo amatoriale disputato in Inghilterra[11]
- 2º ed ultimo titolo amatoriale vinto in Inghilterra per Charles Jacques
- 1ª finale arbitrata in Inghilterra per WJ Ayres